# سان كانديدو
سان كانديدو (بالإيطالية: San Candido) أو إنيشن (بالألمانية: Innichen) هي إحدى المدن السوق و بلديات مقاطعة بولسانو في الإقليم الإيطالي ترينتينو ألتو أديجي.

## التاريخ
تعود أصول سان كانديدو إلى العصور الرومانية، حيث كانت المنطقة جزءاً من طرق المواصلات القديمة في الإمبراطورية الرومانية. ومع مرور القرون أصبحت البلدة مركزاً مسيحياً مهماً، حيث ارتبطت بالديانة المسيحية لعدة قرون بفضل وجود الأديرة والكنائس القديمة التي جعلت منها محطة روحية وثقافية بارزة في تيرول التاريخية.  
خلال الفترة الهابسبورغية كانت سان كانديدو جزءاً من أراضي التاج النمساوي، وازدهرت بفضل موقعها الاستراتيجي في جبال الألب. في القرن التاسع عشر، اشتهرت البلدة كوجهة سياحية مفضلة بين نبلاء أوروبا، ومن أبرز زوارها الأمبراطورة إليزابيث النمساوية المعروفة باسم سيسي (Sissi)، وهي إمبراطورة النمسا وملكة المجر (1837–1898)، التي كانت تقضي عطلاتها الصيفية في سان كانديدو مستمتعة بالمناظر الطبيعية والمناخ الجبلي الصحي.  
منذ سبعينيات القرن العشرين، بدأ يتطور السياح الإيطاليون في المنطقة بشكل ملحوظ، وأصبحت سان كانديدو وجهة صيفية وشتوية مفضلة. ومع بداية الألفية الجديدة وحتى يومنا هذا شهدت البلدة نمواً كبيراً في قطاع السياحة، حيث تحولت إلى وجهة للنخبة العالمية والـ Jet set.  
تعد سان كانديدو اليوم جزءاً من حديقة تري تشيمي الطبيعية (Tre Cime) المصنفة كأحد مواقع اليونسكو للتراث العالمي. تستقطب البلدة العديد من العائلات الثرية من إيطاليا وروسيا وألمانيا لقضاء فصل الشتاء في ممارسة التزلج على جبال مونتي بارانشي ومونتي إلمو، بينما يُقبل الزوار صيفاً على رياضات التنزه وتسلق الجبال.  
كما ساهم قرب سان كانديدو من كوريتينا دامبيزو، التي كانت لوقت طويل الوجهة الفاخرة الأولى في الدولوميت، في تعزيز سمعتها كإحدى أهم وجهات السياحة الراقية في إيطاليا.

## السكان
في سنة 1871 بلغ عدد السكان  نسمة، وتطور العدد ليصل في سنة 2011 لـ 3٬204 نسمة.
يظهر هذا المخطط البياني تطور النمو السكاني لـ سان كانديدو

## توأمة
لسان كانديدو اتفاقيات توأمة مع:
- فرايزنغ